# Geografía de Iquitos

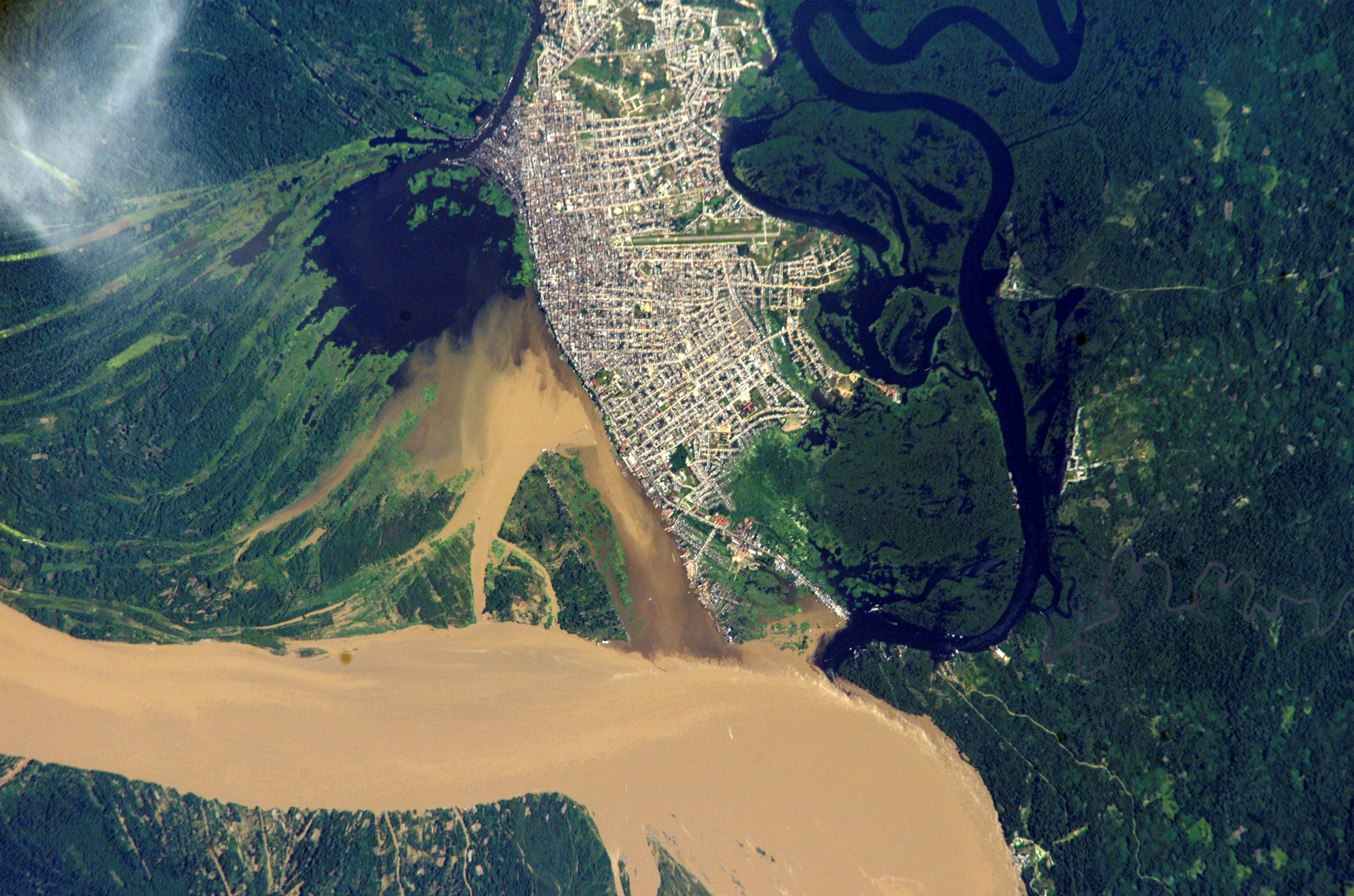
Imagen satelital mostrando la mayor parte de los cuatro distritos urbanos de Iquitos, y su posición intrínseca con el río Amazonas.

La geografía de Iquitos está caracterizada por su posición rodeada por los ríos Amazonas, Itaya y Nanay. Según el IIAP, Iquitos está emplazada en una clasificación de paisaje llamado «El Gran Paisaje Colinoso», con aproximaciones cercanas al «Paisaje de Llanura Fluvial de los ríos Amazonas, Nanay e Itaya». La característica calinosa está enlazada a su ubicación en la Gran Planicie, el cual es la principal base geológica que la sostiene.

## Historia geológica
La formación del suelo de Iquitos es un proceso complejo de características litológicas y morfoestructurales que se inició en el período Neógeno. Este se inició hace 18 a 12 millones de años «con una secuencia de ambiente transicional, es decir, con una secuencia discontinua de aportes de sedimentos marinos que se alternaban con sedimentos de origen continental». El Instituto de Investigación de la Amazonía Peruana encontró cuatro tipos de formaciones con un nombre particular.
Iquitos está asentada en una secuencia geológica llamada «Formación Iquitos». Esta formación se desarrolló en la época del Pleistoceno (la primera etapa del Período Cuaternario), hace 2 millones de años, durante el levantamiento de los Andes. Esta formación hizo que las capas más antiguas se muestren debido al plegamiento geológico, crando terrazas medias y altas. La composición del suelo consiste litológicamente por lutitas gris oscuras, poco consolidadas, con restos de flora y fauna, y con numerosos lentes de arena blanca de abundante silicio; los suelos residuales son arenosos, casi arcillosos y de profundidad variable. Fisiográficamente, es un paisaje calinoso debido a las ondulaciones del suelo provocados por la erosión pluvial.
Durante la edad Tarantiense, la etapa final del Pleistoceno, y a inicios del Holoceno, la formación de secuencias geológicas continuaron pero con características poco consolidadas. Esto dio como resultado nuevas apariciones de nuevas terrazas «ambas márgenes de los ríos Nanay, Itaya y Amazonas que circundan la ciudad de Iquitos».

## Geografía
Iquitos está ubicado en el noreste de Perú, al noreste de departamento de Loreto, y en el extremo sur de la Provincia de Maynas. Asentada en una llanura llamada la Gran Planicie, la ciudad tiene una extensión de 368,9 km² (142,4 mi²), abarcando parte de los distritos de Belén, Punchana y San Juan Bautista. Se encuentra aproximadamente en las coordenadas 03°43′46″S 73°14′18″O / -3.72944, -73.23833 a 106 m s. n. m. Es también la ciudad peruana más septentrional.

## Hidrografía
Está rodeada por el Puerto de Iquitos que conforma los ríos Amazonas, Nanay e Itaya. Está situada a la orilla izquierda del río Amazonas, el cual proporciona una vida económica característica, entre ellas comercio y transporte. Los ríos Itaya y Nanay son límites naturales de la expansión física de la ciudad, permitiendo que la urbanización por derrame crezca hacia el sur y exista una ligera densidad poblacional el Centro de Iquitos. Cerca a Iquitos también existe un sinnúmero de lagunas y cochas, prominentemente el lago Moronococha, que delimitan la ciudad por el oeste. Está característica hidrográfica convierte a la ciudad en una isla fluvial.
El Itaya está clasificado como un río de agua negra. No obstante, puede obtener apariencia de río blanco cuando la temporada de creciente llega y el río Amazonas invade con su composición. El río roza la ciudad por el sureste.
Ciclo hidrólogico
Los ríos que rodea Iquitos presenta un ciclo de cuatro períodos importantes para la pesca y otras actividades:
- Creciente: marzo, abril y mayo. La creciente favorce a la aparición de barcos transatlánticos, pero en casos adversos, la creciente se puede convertir en un riesgo natural notable en cálculos anormales. (véase Inundaciones de Loreto de 2012)
- Media vaciante: junio y julio
- Vaciante: agosto, setiembre y octubre. Son períodos donde el atractivo turístico de la ciudad se concentran en sus playas de arena blanca.
- Media creciente: noviembre, diciembre, enero y febrero.

## Clima

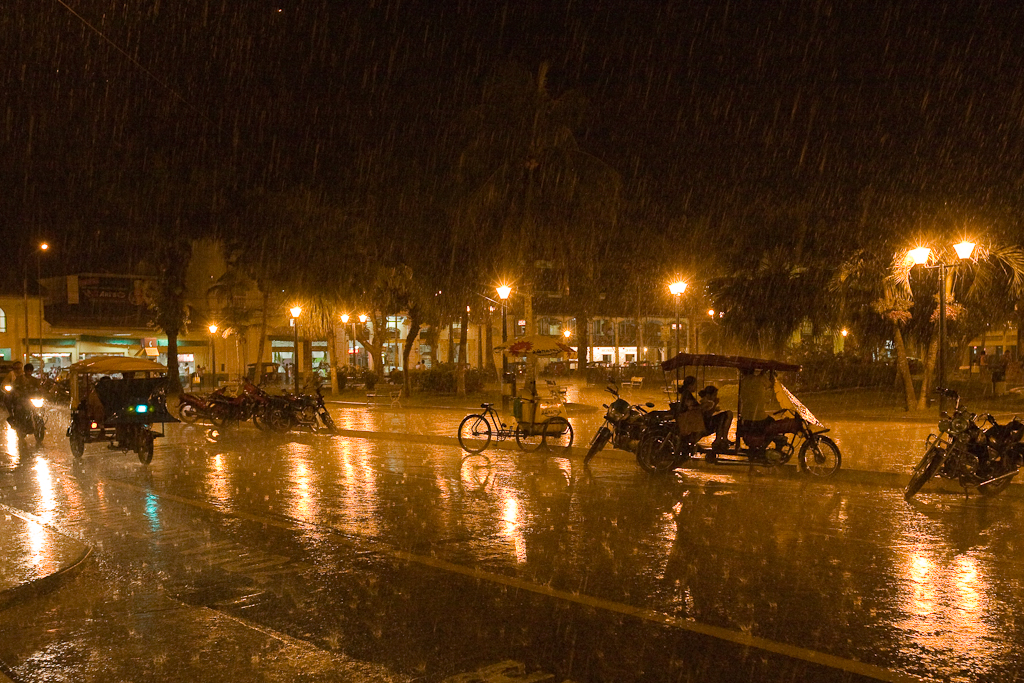
Acostumbrado escenario lluvioso en Iquitos a inicios de abril, durante la etapa más húmeda de su estación lluviosa.

Bajo la clasificación climática de Köppen, Iquitos experimenta un clima ecuatorial (Af). A lo largo del año tiene precipitaciones constantes por lo que no hay una estación seca bien definida, y tiene temperaturas que van desde los 21 °C a 33 °C. La temperatura promedio anual de Iquitos es 26.7 °C, con una humedad relativa promedio del 115%. La lluvia promedia en Iquitos es 2,616.2 mm por año. Debido a que las estaciones del año no son sensibles en la zona ecuatorial, Iquitos tiene exclusivamente dos estaciones.
- Los inviernos son apacibles, grises y con constantes lluvias, que llega en noviembre y termina en mayo, con marzo y abril tendiendo a incluir el clima más húmedo. Las precipitaciones alcanzan alrededor de 300 mm y 280 mm, respectivamente. En mayo, el río Amazonas, uno de los ríos circundantes de la ciudad, alcanza sus niveles más altos, cayendo constantemente unos 9 metros o 12 metros a su punto más bajo en octubre, y luego aumenta de manera constante ciclícamente.[5]

- Los veranos son calurosos, pero algo inestable. A pesar de que julio y agosto son los meses más secos, se mantienen algunos períodos de aguaceros. Los días soleados y el buen tiempo son usuales, y es aprovechado para secar las cosas, alcanzando temperaturas elevadas de 30 °C y como promedio 32 °C.[5] Las precipitaciones sentidas a lo largo de los años son más abundantes que las de Ayacucho, Cusco y Lima.[5] Las tormentas eléctricas también son comunes y relativamente intensos en esta estación.

Iquitos también experimenta microclimas: la lluvia o garúa puede estar presente en algunas zonas de los distritos, mientras otros lugares de la ciudad se encuentran ligeramente nublados o despejados. La temperatura quizás varie.
El clima urbano es ligeramente más cálido que el clima natural, y estaría reflejado por la sensación térmica. También sufre un fenómeno urbano llamado isla de calor, donde el calor tiene una dificultad en disiparse en las horas nocturnas.
A pesar de tener un clima ecuatorial, Iquitos pasó por climas muy raros: nevó en 1976, 1977, 1994 y 1997, mientras registró caída de granizo blando en 1976, 1979, 1980, 1982, 1983, 1988, 1889, 1991, 1997, 2006, 2008—2011. En julio de 2000, se registró el enfriamiento más extremo en Iquitos: la temperatura descendió increíblemente hasta los 9 °C, obligando a la población estar muy abrigada.
| Parámetros climáticos promedio de Iquitos                                                                              | Parámetros climáticos promedio de Iquitos | Parámetros climáticos promedio de Iquitos | Parámetros climáticos promedio de Iquitos | Parámetros climáticos promedio de Iquitos | Parámetros climáticos promedio de Iquitos | Parámetros climáticos promedio de Iquitos | Parámetros climáticos promedio de Iquitos | Parámetros climáticos promedio de Iquitos | Parámetros climáticos promedio de Iquitos | Parámetros climáticos promedio de Iquitos | Parámetros climáticos promedio de Iquitos | Parámetros climáticos promedio de Iquitos | Parámetros climáticos promedio de Iquitos |
| Mes | Ene.                                      | Feb.                                      | Mar.                                      | Abr.                                      | May.                                      | Jun.                                      | Jul.                                      | Ago.                                      | Sep.                                      | Oct.                                      | Nov.                                      | Dic.                                      | Anual                                     |
| --- | ----------------------------------------- | ----------------------------------------- | ----------------------------------------- | ----------------------------------------- | ----------------------------------------- | ----------------------------------------- | ----------------------------------------- | ----------------------------------------- | ----------------------------------------- | ----------------------------------------- | ----------------------------------------- | ----------------------------------------- | ----------------------------------------- |
| Temp. máx. abs. (°C)                                                                                                   | 38.5                                      | 38                                        | 42.2                                      | 43                                        | 36                                        | 35                                        | 41                                        | 41                                        | 40                                        | 37.4                                      | 36.3                                      | 37                                        | 38                                        |
| Temp. máx. media (°C)                                                                                                  | 31.6                                      | 31.7                                      | 31.9                                      | 31.0                                      | 30.6                                      | 30.4                                      | 30.9                                      | 31.6                                      | 32.1                                      | 31.9                                      | 31.9                                      | 31.7                                      | 31                                        |
| Temp. media (°C) | 26.55                                     | 26.75                                     | 26.5                                      | 26.3                                      | 26                                        | 25.8                                      | 25.35                                     | 26.1                                      | 26.45                                     | 26.75                                     | 26.85                                     | 26.7                                      | 26.3                                      |
| Temp. mín. media (°C)                                                                                                  | 22.1                                      | 22.0                                      | 22.1                                      | 22.1                                      | 21.9                                      | 21.3                                      | 20.8                                      | 21.1                                      | 21.4                                      | 21.8                                      | 22.1                                      | 23.2                                      | 21                                        |
| Temp. mín. abs. (°C)                                                                                                   | 11.8                                      | 11                                        | 11                                        | 11                                        | 18                                        | 13.8                                      | 9                                         | 14                                        | 12.9                                      | 13                                        | 17                                        | 15                                        | 13                                        |
| Precipitación total (mm)                                                                                               | 266.1                                     | 210.1                                     | 316.6                                     | 292.1                                     | 292.1                                     | 189.7                                     | 187.3                                     | 173.8                                     | 209.5                                     | 254.2                                     | 286.9                                     | 301.2                                     | 2979.6                                    |
| Horas de sol | 137.25                                    | 97.11                                     | 105.80                                    | 97.38                                     | 110.30                                    | 113.72                                    | 140.84                                    | 154.74                                    | 138.96                                    | 131.76                                    | 124.19                                    | 124.64                                    | 1476.7                                    |
| Humedad relativa (%)                                                                                                   | 78                                        | 80                                        | 79                                        | 78.5                                      | 77                                        | 76.5                                      | 76                                        | 74                                        | 74.5                                      | 75                                        | 75.5                                      | 77.5                                      | 76.8                                      |
| Fuente: Tu Tiempo, The Titi Tudorancea Bulletin, Hong Kong Observatory, Shooting on Location (2 de septiembre de 2012) |                                           |                                           |                                           |                                           |                                           |                                           |                                           |                                           |                                           |                                           |                                           |                                           |                                           |